# Marguerite Bays
Pour les articles homonymes, voir Bays.
Marguerite Bays, née dans le hameau suisse de La Pierraz, dans la localité de Chavannes-les-Forts le 8 septembre 1815 et morte dans la même commune le 27 juin 1879, est une sainte catholique, canonisée en 2019. Elle est fêtée le 27 juin.

## Biographie

### Origines et vie familiale
Marguerite Bays naît le 8 septembre 1815 à La Pierraz, localité de Chavannes-les-Forts (commune de Siviriez depuis 2004), dans le canton de Fribourg. Elle est originaire de Siviriez, dans le même canton.
Marguerite est la deuxième de sept enfants d'une modeste famille paysanne, dont tous les membres, comme dit le dossier de l'évêché, « n'avaient pas une conduite irréprochable ». Sa sœur Marie-Marguerite, dite « Mariette », souffre de la dissolution de son mariage et revient vivre dans la maison familiale, son frère Joseph, violent et dissipé, se retrouve en prison, et l'aîné, Claude, conçoit un enfant hors mariage (François), dont Marguerite, alors âgée de 17 ans, prend en charge l'éducation. À 47 ans, Claude finit par épouser Josette qui, selon les proches, aurait humilié et maltraité Marguerite.

### Travail et catéchèse des enfants
Couturière de métier, Marguerite se lève très tôt pour travailler et, après la messe, rend visite à des familles qui lui demandent conseil et lui présentent des intentions de prière. Marguerite n'est pas seulement aimée pour la qualité de son travail, mais aussi pour l'influence positive qu'elle a sur les enfants.

### Service aux pauvres
| \| Localisation de la maison/musée de la bienheureuse Marguerite Bays. · Localisation de la maison où vécut sainte Marguerite Bays à La Pierraz \| Localisation de la maison/musée de la bienheureuse Marguerite Bays. |
| Localisation de la maison/musée de la bienheureuse Marguerite Bays. · Localisation de la maison où vécut sainte Marguerite Bays à La Pierraz                                                                           |

À une époque où la pauvreté touche particulièrement les handicapés, les orphelins, ainsi que de nombreux journaliers qui ne trouvent plus de travail dans les fermes en raison de la mécanisation de l'agriculture, Marguerite Bays est une référence dans la région pour les affamés et les malades.

### Spiritualité et vie mystique
À l'occasion de  la fondation de l'Œuvre de Saint-Paul en 1873, Marguerite Bays est consultée par sa filleule, Lutgarde Menétrey, mère abbesse de l'abbaye de la Fille-Dieu, ainsi que par le chanoine Joseph Schorderet. Elle soutient ce projet malgré l'opposition de l'évêque de Fribourg, Mgr Étienne Marilley.
Atteinte semble-t-il d'un cancer abdominal - fatal, selon son médecin - elle en guérit cependant[réf. nécessaire] le jour de la proclamation solennelle, le 8 décembre 1854, du dogme de l'Immaculée Conception de la Vierge Marie.
Outre le fait que l'on prête à Marguerite des visions diverses et le don de prédiction, Lutgarde Fasel, mère abbesse de la Fille-Dieu cite, selon une source mal identifiée, voire discutable, son grand-père Jean : « Je vais vous dire quelque chose que je n'ai jamais dit à personne. Je suis le seul à connaître cette histoire avec le chanoine Jean Maillard et ma sœur, parce qu'elle m'a demandé de ne rien dire. Au cours de sa dernière maladie, Marguerite désirait recevoir l'Eucharistie pendant toute la nuit, mais nous n'avons pas pu répondre à sa demande. Le Seigneur Dieu a eu pitié de sa servante, un ange est venu et lui a amené la Sainte Communion. Je l'ai vu et je ne pouvais pas croire ce que je voyais »,.

### Réception des stigmates
Menant une intense vie de prière et se trouvant parfois en extase le vendredi, surtout le Vendredi Saint, jour de la Passion du Christ, Marguerite, en état cataleptique, revit ces événements. À l'âge de 39 ans, peu après sa guérison considérée comme miraculeuse en 1854, des taches rouges apparaissent sur ses mains, sur ses pieds et sur sa poitrine, se développant en blessures ouvertes. Une enquête médicale qui aurait été menée le 11 avril 1873 par le Dr Alexis Pégairaz de Bulle et par le préfet Grangier, qui constatent l'état cataleptique de Marguerite entre 15 h et 16 h. et concluent à l'authenticité des stigmates, inexplicables par une cause naturelle. Ces marques disparaissent par la suite. Le site Mystics of the Church donne le compte-rendu de cette investigation, citant pour seule source l'ouvrage du père Claude Morel (également président de la commission pour la canonisation de Marguerite Bays).

## Vénération

### Béatification

#### Enquête sur les vertus
Les habitants de la région prêtant à Marguerite Bays de nombreux miracles, un procès en béatification est ouvert en 1927 mais sera abandonné, étant retourné par Rome comme « absolument insuffisant », puis relancé par l'évêque François Charrière en 1953.

#### Reconnaissance d'un miracle
En 1940, Marcel Ménetrey, jeune alpiniste et futur curé de la paroisse de Le Crêt, survit à un accident de montagne à la Dent de Lys au cours duquel meurent ses compagnons de cordée. 
Marguerite Bays est béatifiée le 29 octobre 1995 par le pape Jean-Paul II. 

### Canonisation

#### Second miracle
En 1998, une fillette de Siviriez supporte sans égratignure son passage sous la roue d'un tracteur. Sa famille avait invoqué Marguerite Bays.
L'enquête médicale ne pouvant apporter d'explications scientifiques, le dossier fut envoyé à Rome en 2014. Elle est solennellement proclamée sainte par le pape François le 13 octobre 2019, au cours d'une messe célébrée sur la place Saint-Pierre.

### Culte

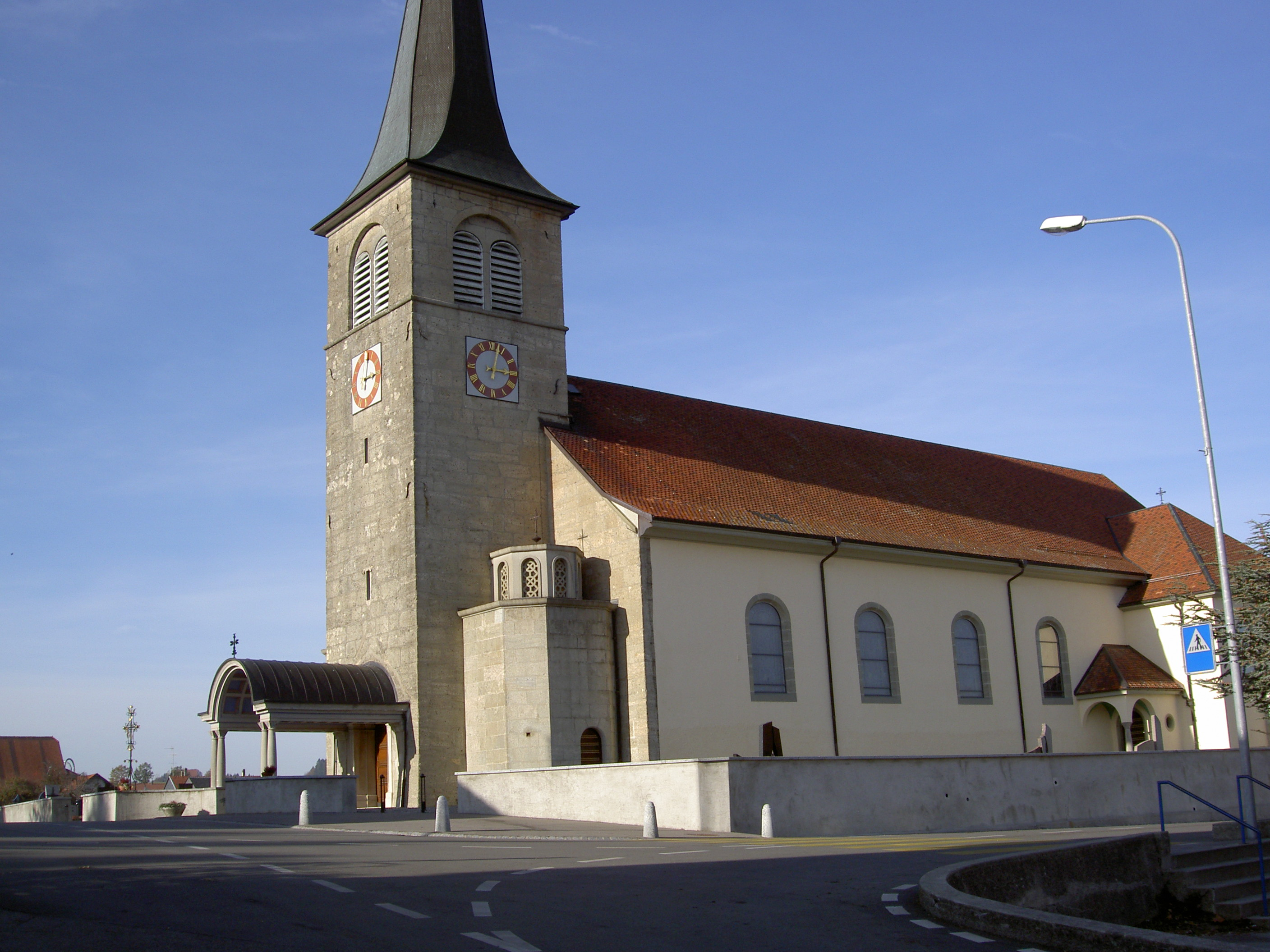
Église de Siviriez, où repose Marguerite Bays.

Sainte Marguerite Bays est fêtée le 27 juin.
Ses ossements, exhumés en 1929, sont solennellement placés dans une chapelle de l'église de Siviriez le  26 juin 1953. 
Son portrait, seule représentation que l'on connaisse de Marguerite, a été peint en 1929, soit 50 ans après sa mort, par Sœur Augustine Ménetrey, moniale du couvent de la Fille-Dieu.